# Sunizona, Arizona
Sunizona je naseljeno područje za statističke svrhe u američkoj saveznoj državi Arizona. Prema popisu stanovništva iz 2010. u njemu je živjelo 281 stanovnika.